# 컨테이너 터미널

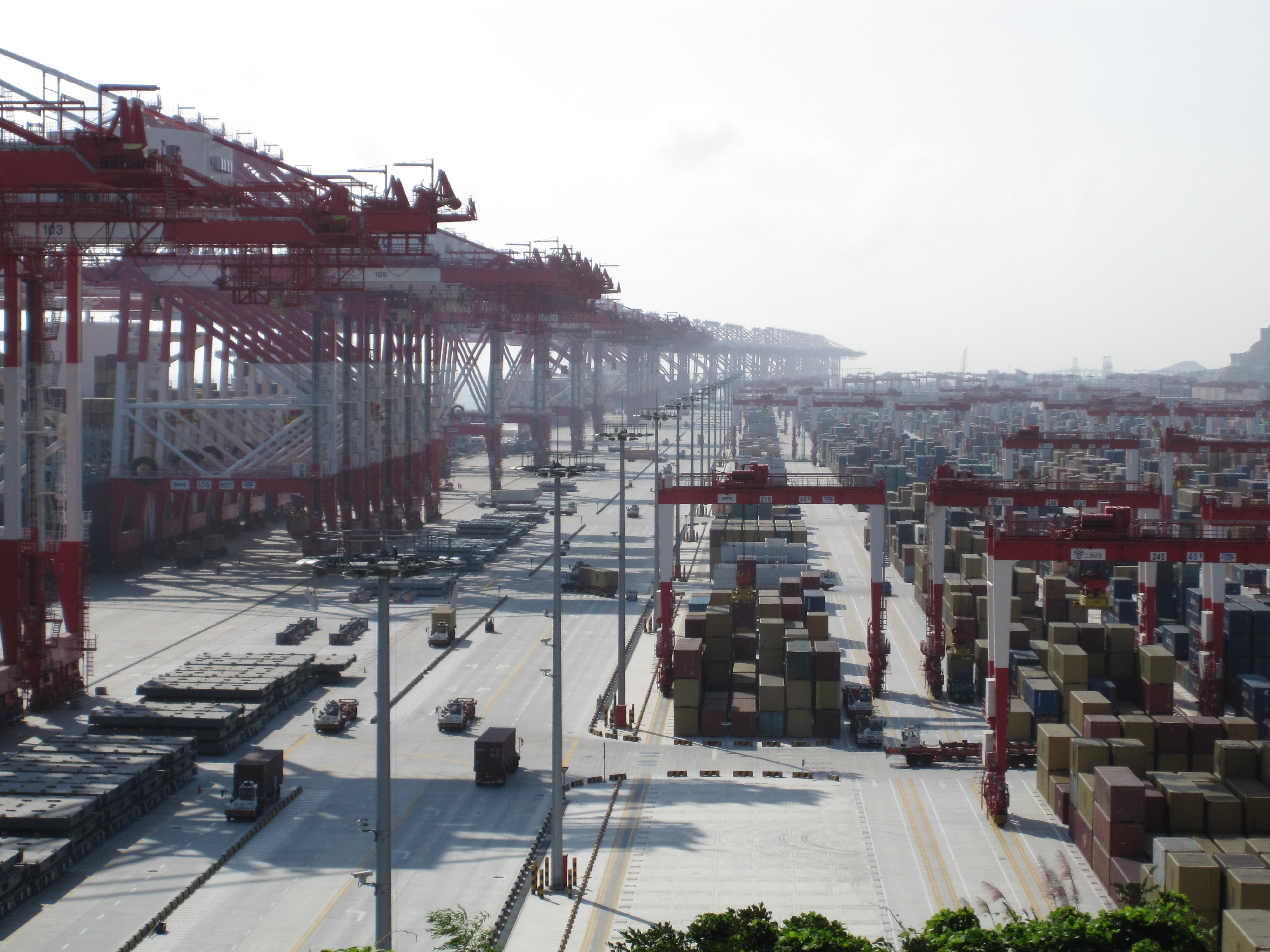
중국 상하이의 양산심수항에 늘어선 갠트리 크레인에 의한 컨테이너 하역

컨테이너 터미널(영어: container terminal)은 컨테이너의 해상 운송과 육상 운송의 결절점이 되는 항만 시설의 총칭으로, 컨테이너 부두라고도 한다.

## 시설
컨테이너 선박이 접안하여 컨테이너를 하역 전용 부두를 갖추고 이러한 컨테이너를 운반 · 보관 고정 시설 (컨테이너 야드 등) 및 하역용 자동차 시설 (갠트리 크레인, 트랜스퍼 크레인, 스트래들 캐리어 등)로 구성된다. 컨테이너의 하역 작업뿐만 아니라 임시로 저장 기능을 가진 기타 국제화물의 수출입시의 보세 지역으로의 역할도 하고 있다.

## 같이 보기
- 화물 항공사
- 컨테이너리제이션
- 영수증
- 창고